# Val Ferret (Schweiz)

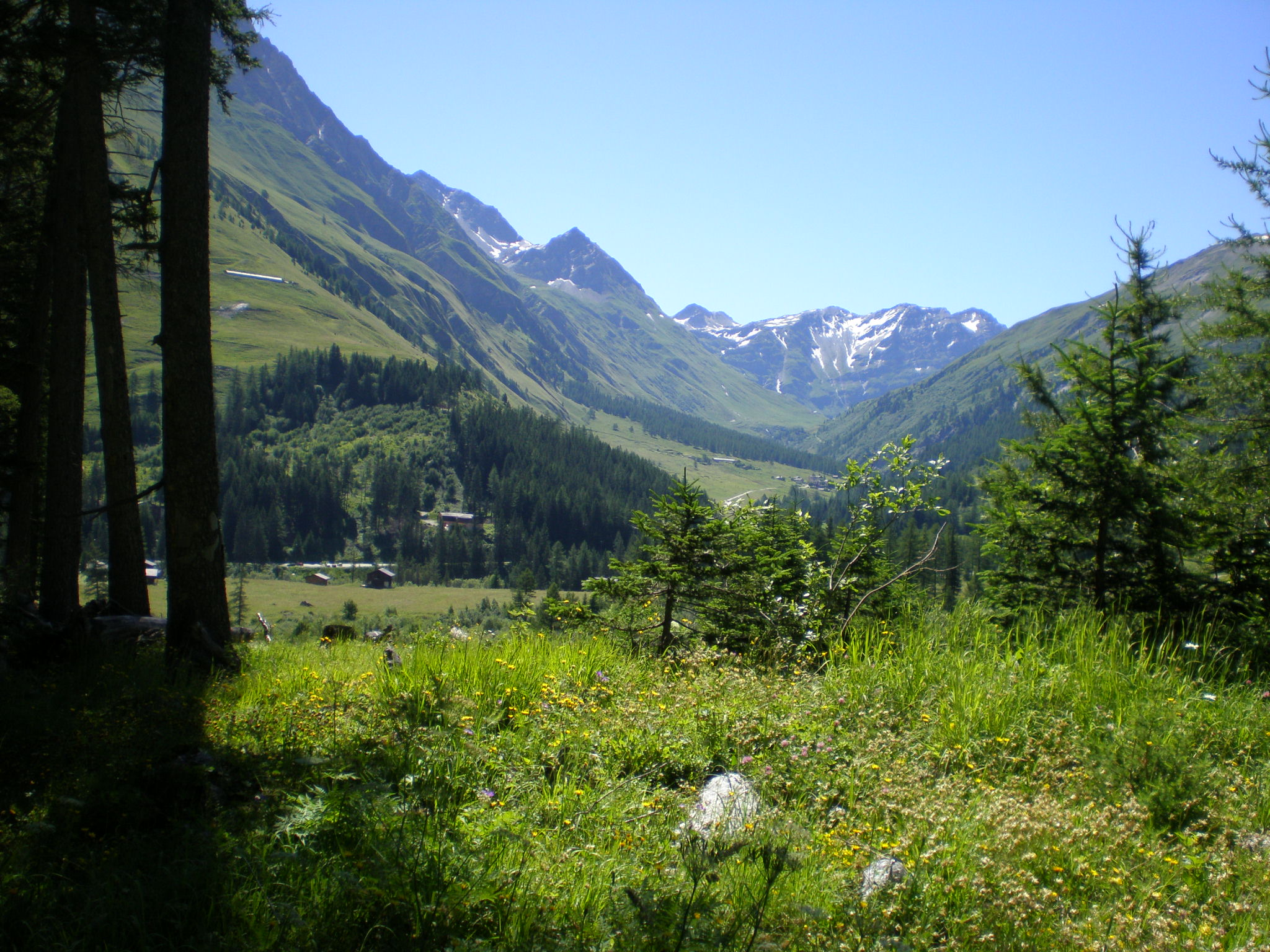
Val Ferret

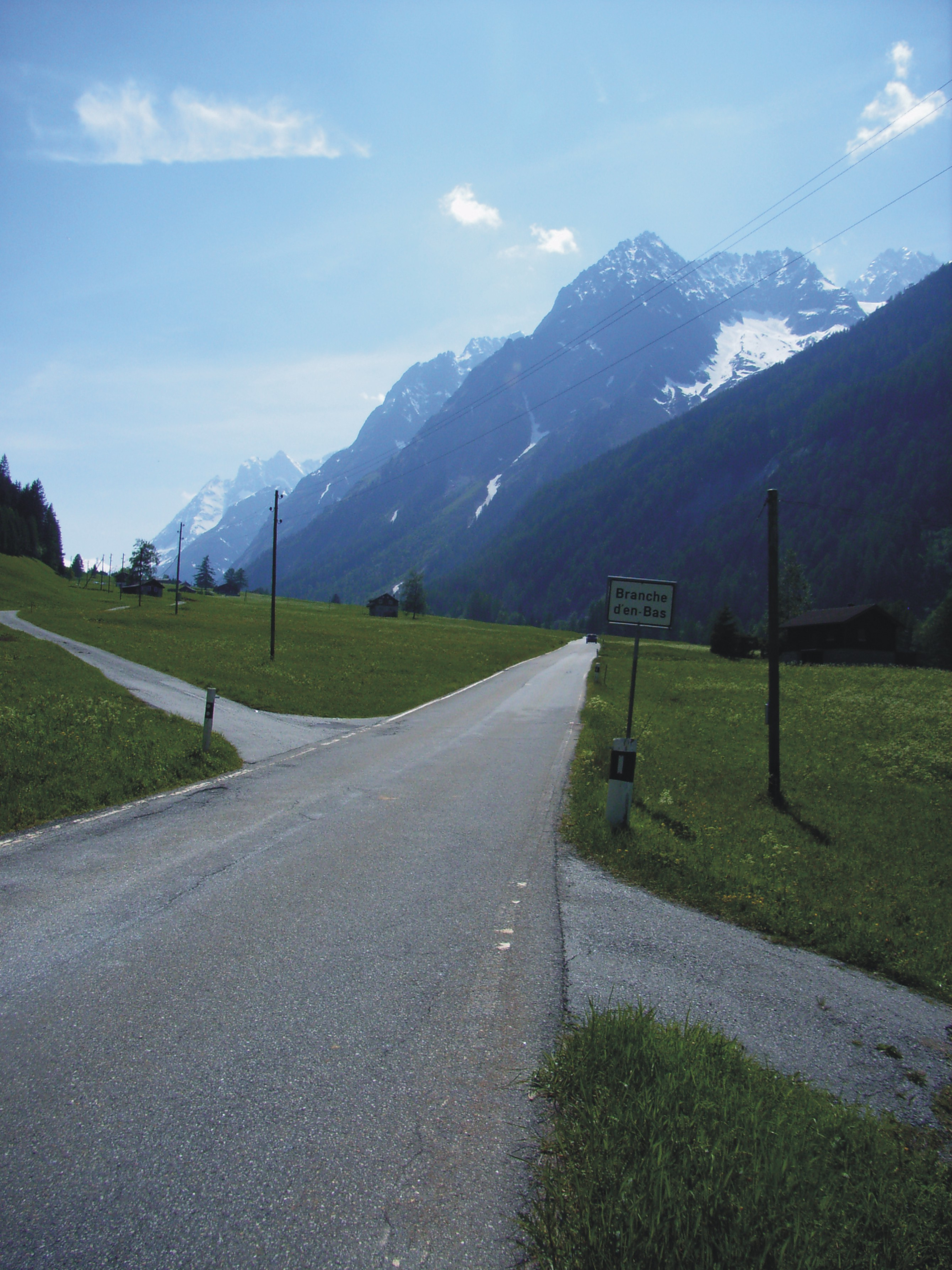
Im mittleren Teil des Tales (Blick nach Süden)

Das Val Ferret ist ein Seitental im Schweizer Kanton Wallis südlich von Martigny. Es ist nicht zu verwechseln mit dem südwestlich benachbarten gleichnamigen Tal in Norditalien, von dem es durch den Grand Col Ferret (Col du Ferret) getrennt ist.

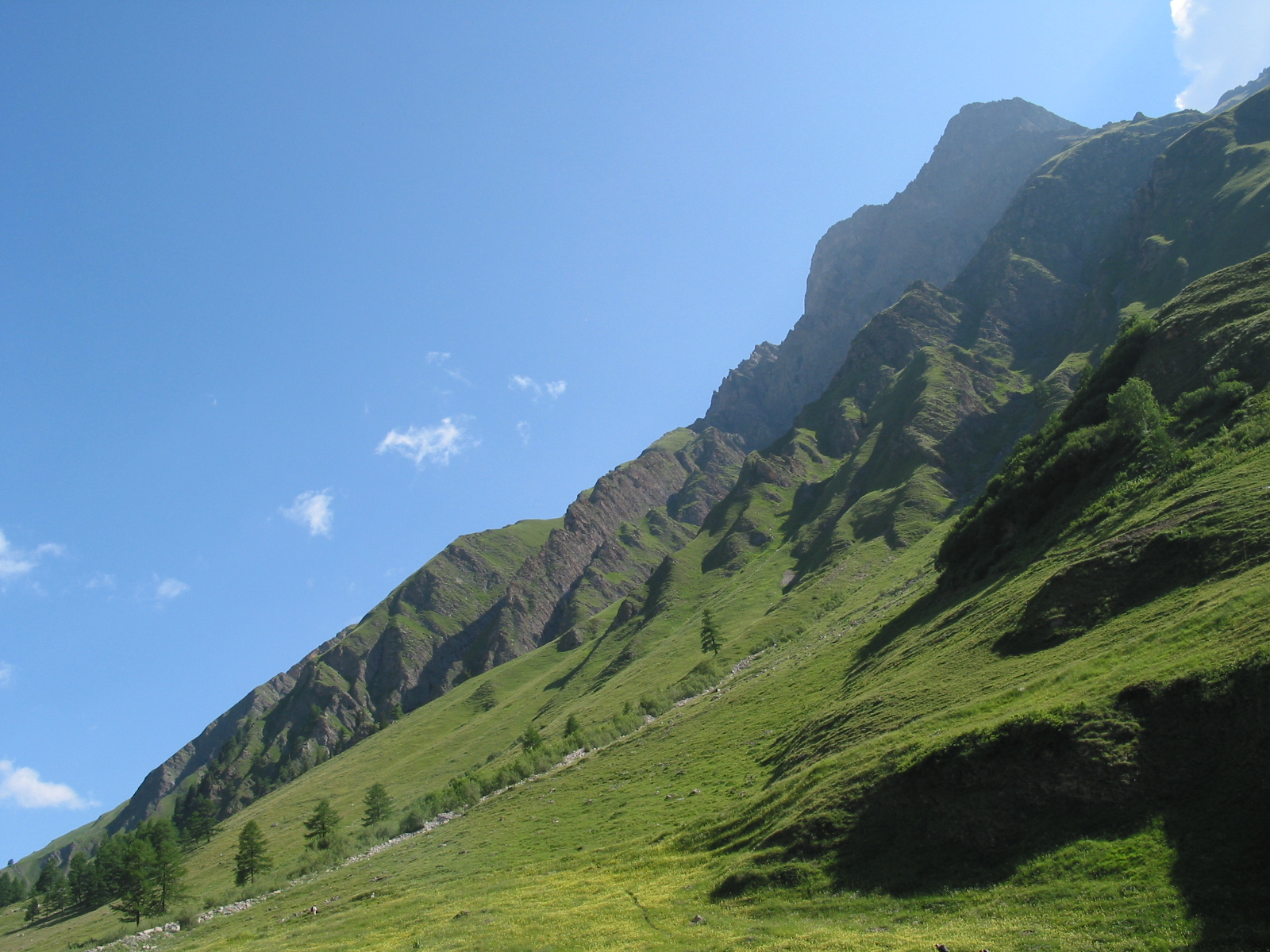
Val Ferret

## Geographie
Das Val Ferret ist ein linkes Seitental des Val d’Entremont. Es wird von der Dranse de Ferret durchflossen, die bei dem Dorf Orsières in die Dranse d’Entremont mündet, und gehört zum Einzugsgebiet der Rhône. Es erstreckt sich auf 18 km in Nord-Süd-Richtung zwischen Orsières im Val d’Entremont und dem Berg Grand Golliat (3238 m) am Alpenhauptkamm. Die rechte (östliche) Talseite ist ein eidgenössisches Jagdbanngebiet (Schutzzone).
Der Talbereich liegt in der Kontaktzone zwischen den helvetischen Decken (Kalksteine und Mergel) und dem Kristallinmassiv (Granit) des Mont Blanc.
Das Tal befindet sich völlig auf dem Gebiet der Gemeinde Orsières im Bezirk Entremont. Es grenzt im Osten an das Val d’Entremont, im Süden an die Region Aostatal, Italien, und im Westen an das Montblanc-Massiv (Grenze zu Frankreich). Der Pass Grosser St. Bernhard ist ein paar Kilometer östlich vom Tal.
Am oberen (südlichen) Ende des Tals befindet sich auf dem Alpenhauptkamm der Col Fenêtre de Ferret mit dem Petit Col Ferret auf 2486 m und dem Grand Col Ferret auf 2537 m, getrennt durch die Tête de Ferret auf 2713 m. Jenseits des Col Ferret erstreckt sich das italienische Val Ferret, das an der Südseite des östlichen Montblanc-Massivs liegt und zum Po entwässert. Östlich des Tals liegt das kleine, abgelegene Tal Combe de l’A.
Das Tal wird von folgenden Bergen umgeben (im Uhrzeigersinn im Osten anfangend):
Mont de la Foully (2871 m),
La Tsavre (2978 m),
Monts Telliers (2951 m),
Pointe de Drône (2950 m),
Grand Golliat (3238 m),
Mont Dolent (3820 m),
Tour Noir (3836 m),
Aiguille d’Argentière (3901 m),
Aiguille du Chardonnet (3824 m),
Le Portalet (3344 m) und
Pointe d’Orny (2720 m). Auf der Westseite gibt es vier grössere Gletscher: Glacier du Dolent, Glacier de l’A Neuve, Glacier de Saleina und Glacier d’Orny.

## Geschichte
Graf Thomas von Savoyen bot am 24. März 1189 dem Hospiz auf dem Grossen St. Bernhard das für das Hospiz benötigte Holz (Heizung und Bauholz) an. Die Domherren organisierten den Transport mit Pferden von den Holzschlagstellen nach Le Clou im (Val Ferret), wo das Holz zum Trocknen gelagert wurde, und dann von Le Clou zum Hospiz über den Übergang «Fenêtre de Ferret» 2695 m. Seit 1736 wurde das Holz aus dem Val Ferret über den «Col du Bastillon» 2754 m und den «Pas des Chevaux» 2714 m zum Hospiz transportiert. Der Weg zwischen den beiden Gebirgsübergängen wird deshalb als «Chemin des Chevaux» bezeichnet. Das Hospiz besass diese Waldrechte im Val Ferret bis ins Jahr 1890.

## Dörfer und Weiler
Im Val Ferret gibt es folgende Orte (bachaufwärts, mit Einwohnerzahl am 1. Januar 2008):
- Som la Proz, Dorf am Talanfang (226)
- Issert (72)
- Les Arlaches (44)
- Praz de Fort (229)
- Branche (26)
- Prayon (16)
- La Fouly (81)
- Le Clou
- La Grange
- Ferret (im Winter unbewohnt)

## Tourismus
Der Sommertourismus entwickelte sich im Val Ferret seit dem Anfang des 20. Jahrhunderts. Die Gäste kamen zur Sommerfrische, zum Wandern und für hochalpine Bergtouren im Montblanc-Massiv. Im Tal befinden sich drei SAC-Hütten: Cabane du Trient, Cabane de Saleinaz und Cabane de l’A Neuve. Das Val Ferret liegt am Tour du Mont-Blanc (GR TMB), einem beliebten Weitwanderweg rund um die Mont-Blanc-Gruppe. Auch der Fernwanderweg Nr. 6 Alpenpässe-Weg von Schweizer Wanderwege führt durch das Tal.
Der Wintertourismus entwickelte sich besonders nach 1965, seitdem die Strasse nach La Fouly im Winter geräumt wird. La Fouly hat eine kleine Skistation.

## Wolf vom Val Ferret
Zwischen 1994 und 1996 wurden zahlreiche auf Alpen weidende Schafe von Wildtieren getötet. Wegen der Zeugenberichte von einem Wolf oder einem grossen Hund sprach man bald von „la Bête du Val Ferret“ (auf Deutsch etwa „das Biest vom Val Ferret“), die besonders in der Welschschweiz sehr starke Medienpräsenz genoss, weil zu dieser Zeit aus Italien kommende Wölfe erste Erscheinungen in der Schweiz machten.
Im Herbst 1994 wurden an zwei Alpen im Val Ferret (unterhalb des Petit Col de Ferret und südöstlich des Weilers Prayon) jeweils sechs Schafe getötet. 1995 wurden von Juli bis Dezember 108 Schafe getötet, fast alle auf zwei Alpgebieten, eins im Südosten des Val Ferret (Arpalle und Plan de la Chaux, zwischen den Gipfeln La Tsavre und Pointe de Drône) und eins im Nachbartal Val d’Entremont nordöstlich von Bourg-Saint-Pierre (Le Tsapi). Im Mai 1996 wurden dann zuletzt 11 Lämmer in der Nähe von Orsières getötet. Am meisten Verluste gab es im August 1995 mit 76 Tieren.
Obwohl auch zwei wildernde Hunde während der Zeit gefunden wurden, deuten die Verletzungsarten und zahlreiche Augenzeugenberichte von Wildhütern, Jägern und Hundebesitzern auf einen oder mehrere Wölfe hin. Die genetischen Analysen von zwei Kotproben bestätigten die Präsenz von zwei Wölfen, die mit den Wolfsbeständen im Mercantour und in Norditalien verwandt sind. Es wurde kein Raubtier gefangen oder getötet, trotz zahlreichen bewaffneten Wachen und aufgestellten Luchsfallen, aber wahrscheinlich wurde ein Wolf im Februar 1996 verletzt. Nach Mai 1996 gab es keine Schäden oder Beobachtungsberichte mehr, und es wird angenommen, dass die Wölfe wieder nach Italien gewandert sind.